# Graphe de Gosset
Le graphe de Gosset est, en théorie des graphes, un graphe 27-régulier possédant 56 sommets et 756 arêtes.

## Propriétés

### Propriétés générales
Le diamètre du graphe de Gosset, l'excentricité maximale de ses sommets, est 3, son rayon, l'excentricité minimale de ses sommets, est 3 et sa maille, la longueur de son plus court cycle, est 3. Il s'agit d'un graphe 27-sommet-connexe et d'un graphe 27-arête-connexe, c'est-à-dire qu'il est connexe et que pour le rendre déconnecté il faut le priver au minimum de 27 sommets ou de 27 arêtes.
Le graphe de Gosset est localement le graphe de Schläfli, c'est-à-dire que quel que soit le sommet s considéré, le sous-graphe induit par les 27 voisins de s est isomorphe au graphe de Schläfli.

### Propriétés algébriques
Le groupe d'automorphismes du graphe de Gosset est un groupe d'ordre 2 903 040. Il est isomorphe au groupe de Lie E7, le groupe d'isométrie d'une variété riemannienne de dimension 64 appelée plan projectif quateroctionique.
Le polynôme caractéristique de la matrice d'adjacence du graphe de Gosset est : {\displaystyle (x-27)(x-9)^{7}(x+1)^{27}(x+3)^{21}}. Il n'admet que des racines entières. Le graphe de Gosset est donc un graphe intégral, un graphe dont le spectre est constitué d'entiers.